# Calceolaria percaespitosa
Calceolaria percaespitosa là một loài thực vật có hoa trong họ Calceolariaceae. Loài này được Wooden mô tả khoa học đầu tiên năm 1972.